# Boudigau
Le Boudigau ou Canal de Ceinture est un fleuve côtier français du département des Landes, dans la région Nouvelle-Aquitaine.

## Géographie
La longueur de son cours d'eau est de 24,5 km. Le Boudigau naît dans la forêt des Landes et se jette dans l'océan Atlantique entre Capbreton et Hossegor.

## Communes et cantons traversés

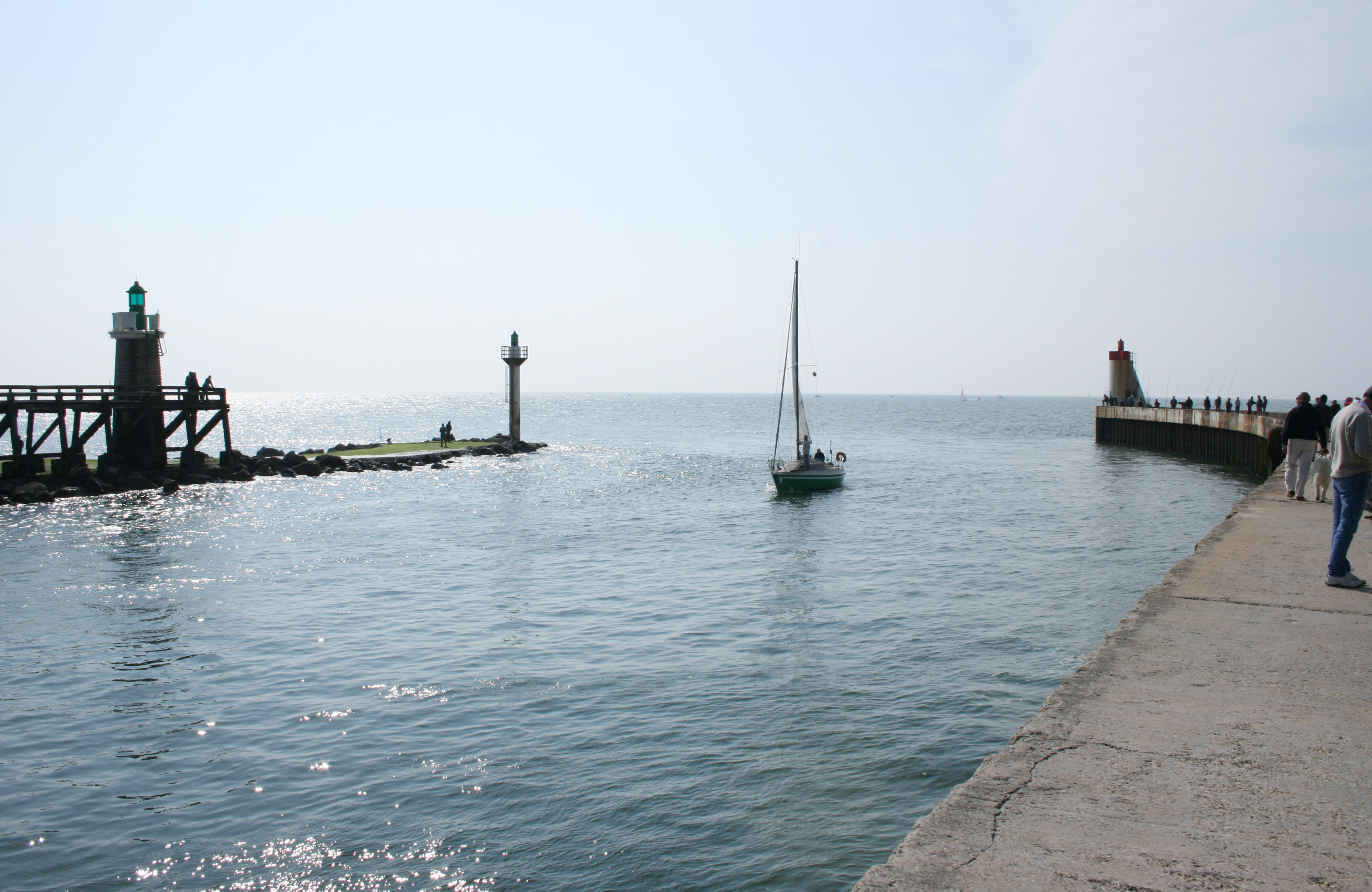
L'entrée du port à Capbreton.

Dans le seul département des Landes, le Boudigau traverse six communes et deux cantons.
- Saint-Martin-de-Hinx (source), Saubrigues, Saint-André-de-Seignanx,  Saint-Martin-de-Seignanx, Labenne, Capbreton (embouchure).

Soit en termes de cantons, le Boudigau prend sa source sur le canton de Saint-Martin-de-Seignanx et a son embouchure dans l'océan Atlantique sur le canton de Saint-Vincent-de-Tyrosse, le tout dans le seul arrondissement de Dax.

## Principaux affluents
Le Boudigau a douze affluents référencés dont :
- le Bourret (rd) 14,6 km sur cinq communes avec dix affluents référencés sur un bassin versant de 83 km2[4].
- l'Anguillère (rg) 15,1 km sur quatre communes avec huit affluents sur un bassin versant de 48 km2[5].
- l'Yrieu
- marais de la Pointe
- le canal du Moura-Blanc,
- le canal de Ceinture,
- la canal de Moussehons,

## Hydrologie

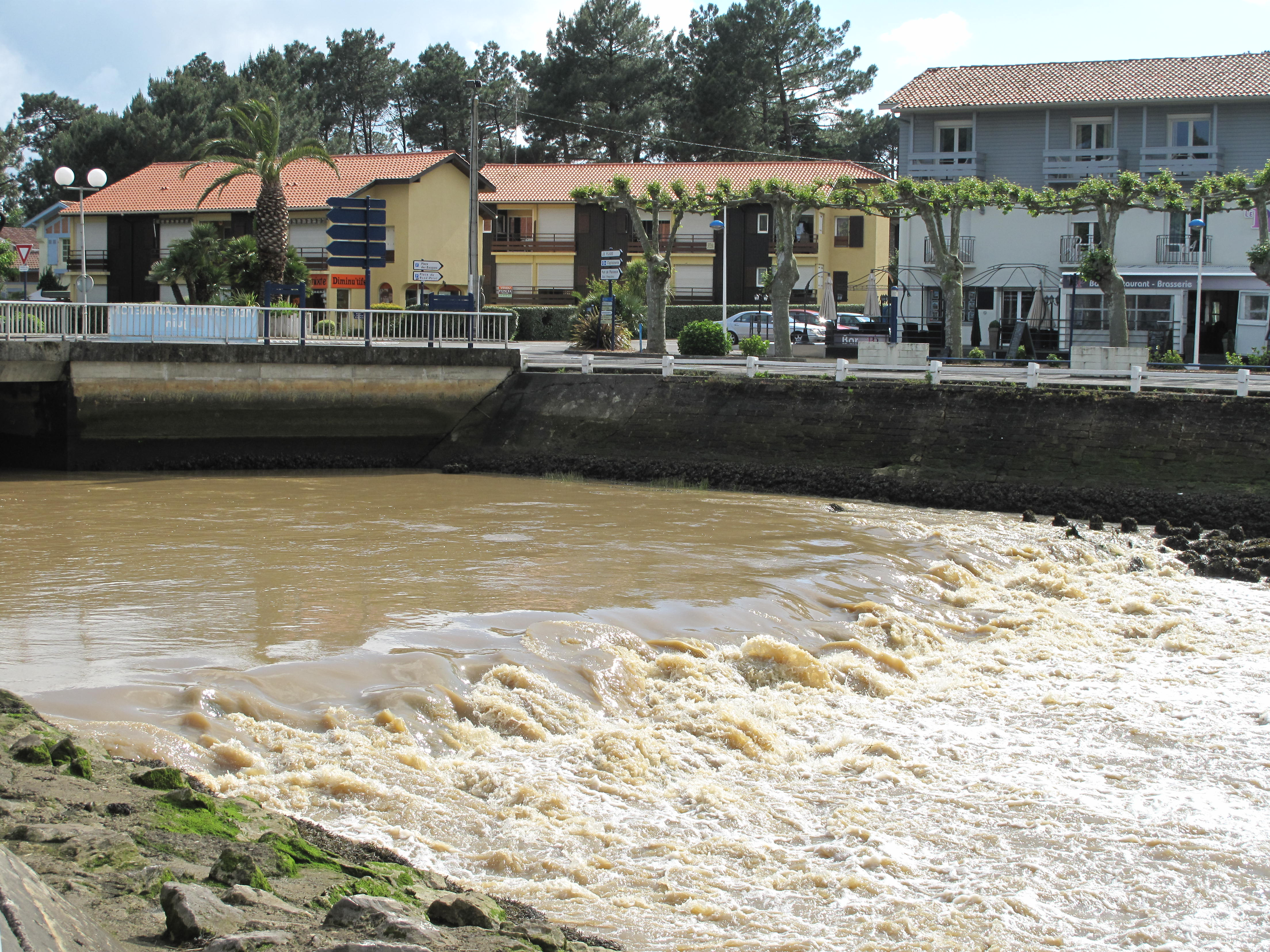
Rapides en amont du port de Capbreton.

Le bassin versant du Boudigau est de 191 km2 ou 189 km2.
- La confluence des rivières Boudigau et du Bourret a permis la construction du seul port des Landes entre Arcachon et Bayonne

- Le Boudigau suit une partie de l'ancien lit de l'Adour qui se jetait à Capbreton ou dans les environs (Vieux-Boucau) avant d'être détourné et stabilisé pour se jeter à Bayonne en 1578.

- Un peu au large de Capbreton et de l'embouchure du Boudigau se trouve le Gouf de Capbreton : une profonde vallée d'origine tectonique, aujourd'hui sous-marine. À 35 km au large, l'entaille atteint 1 000 à 1 500 mètres de profondeur. Il ne se résorbe dans la grande déclivité océanique qu'à 50 km de la côte. Ses grands fonds présentent la particularité de réduire les vagues en période de tempête.

## Organisme gestionnaire
L'organisme gestionnaire est le syndicat mixte de rivière Bourret-Boudigot, créé depuis septembre 2001.

## Environnement et écologie
Le Boudigau est un cours d'eau de deuxième catégorie. Le bassin versant du Boudigau draine les boisements humides alluviaux du canal du Moussehons ainsi que ceux du marais d'Orx et de l'étang d'Yrieux.